# 亚扎丁坚
亚扎丁坚（發音：[jàza̰ θɪ́ɴdʑàɴ]），舊譯阿剌者僧加藍，是緬甸敏象王國的君主，與其兄阿丁克亞、弟底哈都共同創建了敏象王國。
亚扎丁坚是撣族人，與兄弟共同在蒲甘王國軍中效力，受到國王那臘底哈勃德信賴。亚扎丁坚兄弟在元緬戰爭中表現出色，據說曾擊退雲南王也先帖木兒率領、進犯蒲甘城的元軍。1293年，亚扎丁坚被蒲甘國王覺蘇瓦封為米加耶總督。1298年，亚扎丁坚與兄弟一同廢黜了覺蘇瓦，立其子蘇涅為傀儡國王，蒲甘王國名存實亡，亚扎丁坚兄弟的敏象王國是上緬甸的實際統治者。1313年，亚扎丁坚被底哈都毒殺。